# 電子音樂類型列表
現代電子音樂包括了下列這些音樂類型或風格：
- Ambient（氛圍音樂）
  - Ambient groove
  - Illbient（英语：Illbient）
  - Organic ambient
  - Isolationist
- Breakbeat（英语：Breakbeat）（碎拍）
- Bounce（彈跳）
  - Dubstep(迴響貝斯)
  - Darkstep（英语：Darkstep）
  - 2Step（英语：2Step），又稱Speed garage（英语：Speed garage）
  - Breakbeat hardcore（英语：Breakbeat hardcore）
  - Breakcore（英语：Breakcore）
  - Brokenbeat（英语：Brokenbeat）
  - Drill and bass（英语：Drill and bass）
  - Drum and bass (鼓打貝斯)
  - Jungle（叢林音樂）
- Darkwav（英语：Darkwave）
- Downtempo
  - Nu jazz
  - Trip hop（又稱"Bristol Sound"）
- Electro（英语：Electro） (電子放克)
- Electronica
  - Big beat（英语：Big beat）
- Hardcore（硬蕊）
  - 4-beat（英语：4-beat）
  - Gabba（英语：Gabba）
  - Happy hardcore
  - Freeform hardcore（英语：Freeform hardcore）
  - Makina（英语：Makina）
- Hi-NRG（英语：Hi-NRG）
  - Nu-NRG（英语：Nu-NRG）
- 浩室（House）
  - Electro house
  - Acid house（迷幻浩室、酸浩室）
  - 芝加哥浩室（Chicago house）
  - French house
  - Deep house
  - Freestyle house（英语：Freestyle house）
  - 未来浩室 (Future house)
  - Garage（英语：Garage）（車庫音樂）
  - Ghetto house（英语：Ghetto house）
  - Hard house（英语：Hard house）
  - Hip house（英语：Hip house）
  - Microhouse（英语：Microhouse）
  - New Beat（英语：New Beat）
  - Progressive house(漸進浩室)
  - Tech house（英语：Tech house）
  - Big room house（英语：Big room house）
  - Vocal house
- Industrial（英语：Industrial）（工業音樂）
  - Electronic body music（英语：Electronic body music）（EBM）
  - Futurepop（英语：Futurepop）
  - Old-school EBM（英语：Old-school EBM）
- Intelligent dance music（英语：Intelligent dance music）（IDM）
  - Bitpop（英语：Bitpop）
  - Chip music（英语：Chip music）
  - Glitch
- Miami Bass（英语：Miami Bass）
- Musique concrète
- New Age
- Noise
- Nortec（英语：Nortec）（從提瓦納（英语：提瓦納）、墨西哥來的電子音樂風格）
- 瑞舞（Rave）
- Synth pop（英语：Synth pop）（電子合成流行音樂）
  - Electroclash（英语：Electroclash）（1990年代晚期、2000年代初期）
  - Electropop（1980年代）
- Synthpunk（英语：Synthpunk）
- Techno（鐵克諾）
  - Detroit techno（英语：Detroit techno） (底特律鐵克諾)
  - Freetekno（英语：Freetekno）
  - Ghettotech（英语：Ghettotech）
  - Hardcore techno
    - Rotterdam techno（英语：Rotterdam techno）
- Trance（出神/傳世）
  - Hard trance（英语：Hard trance）
  - Goa trance（英语：Goa trance）
  - Melodic trance（英语：Melodic trance）
  - Minimalist trance（英语：Minimalist trance）
  - Progressive trance
  - Psychedelic trance
  - Uplifting trance（英语：Uplifting trance）
- 蒸汽波（Vaporwave）

## 外部連結
- Ishkur's Guide to Electronic music v2.0